# Coccophagus subsignus
Coccophagus subsignus är en stekelart som beskrevs av Girault 1932. Coccophagus subsignus ingår i släktet Coccophagus och familjen växtlussteklar. Inga underarter finns listade i Catalogue of Life.